# 陳偉霆
陳偉霆（ウィリアム・チャン、William Chan、1985年11月21日 - ）は、香港出身の歌手、元Sun Boy'zのメンバー。籍貫は広東雲浮。身長182cm、さそり座。エンペラー・エンターテインメント・グループ所属。

## 略歴
2006年に、スティーブン・チョン、デニス・マックともにアイドル歌手ユニット「Sun Boy'z」としても活動。2008年4月に、Sun Boy'zの脱退後、ソロ活動を開始。同年9月に広東語アルバム「Will Power」でソロデビュー。

## 音楽作品

### ソロアルバム
- 『Will Power』（2008年9月5日）
- 『War-ri-ior』（2009年）
- 『Do You Wnna Dance』（2010年）
- 『Heads or Tails』（2010年）
- 『二人行』（2014年  「古剣奇譚」の単曲）
- 『無言守候』（2015年 「四大名捕」の単曲）

## ラジオドラマ
- 『最好的時光』 - 林子峰 役

## 出演

### 映画
- 『盗聴犯 〜死のインサイダー取引〜』2009年
- 『愛に関するすべてのこと』（原題：得閒炒飯）2010年
- 『ハイ・フィデリティ』2011年
- 『ライブス・イン・フラムス』2012年
- 『トライアド』2012年
- 『ファイアー・レスキュー』2013年
- 『爵跡 無道王朝伝説』2016年
- 『戦神紀 チンギス・ハーン戦記』2018年
- 『エア・ストライク』2018年
- 『モフれる愛』2019年
- 『陰陽師：二つの世界』2021年

### テレビドラマ
- 『古剣奇譚 〜久遠の愛〜』2014年7月 陵越
- 『活色生香』2015年2月 安逸塵
- 『四大名捕 〜都に舞う侠の花〜』2015年4月 追命
- 『老九門』2016年
- 『酔麗花 〜エターナル・ラブ〜』2017年
- 『斛珠＜コクジュ＞夫人〜真珠の涙〜』2021年